# Marine Liner
Le Marine Liner (マリンライナー) est un train express existant au Japon et exploité par les compagnies JR Shikoku et JR West, qui relie la ville d'Okayama à celle de Takamatsu.

## Gares desservies
Mise en service à la suite de l'ouverture du grand pont de Seto le 10 avril 1988, le Marine Liner circule de la gare d'Okayama à la gare de Takamatsu en empruntant la ligne Seto-Ōhashi.
| Nom des gares    |
| ---------------- |
| Okayama          |
| Ōmoto*           |
| Bizen-Nishiichi* |
| Senoo*           |
| Hayashima*       |
| Chayamachi       |
| Uematsu*         |
| Kimi*            |
| Kaminochō*       |
| Kojima           |
| Sakaide          |
| Kamogawa*        |
| Kokubu*          |
| Hashioka*        |
| Kinashi*         |
| Takamatsu        |

Les gares marquées d'un astérisque ne sont pas desservies par tous les trains. 

## Matériel roulant
Les modèles utilisés sur ce service sont :

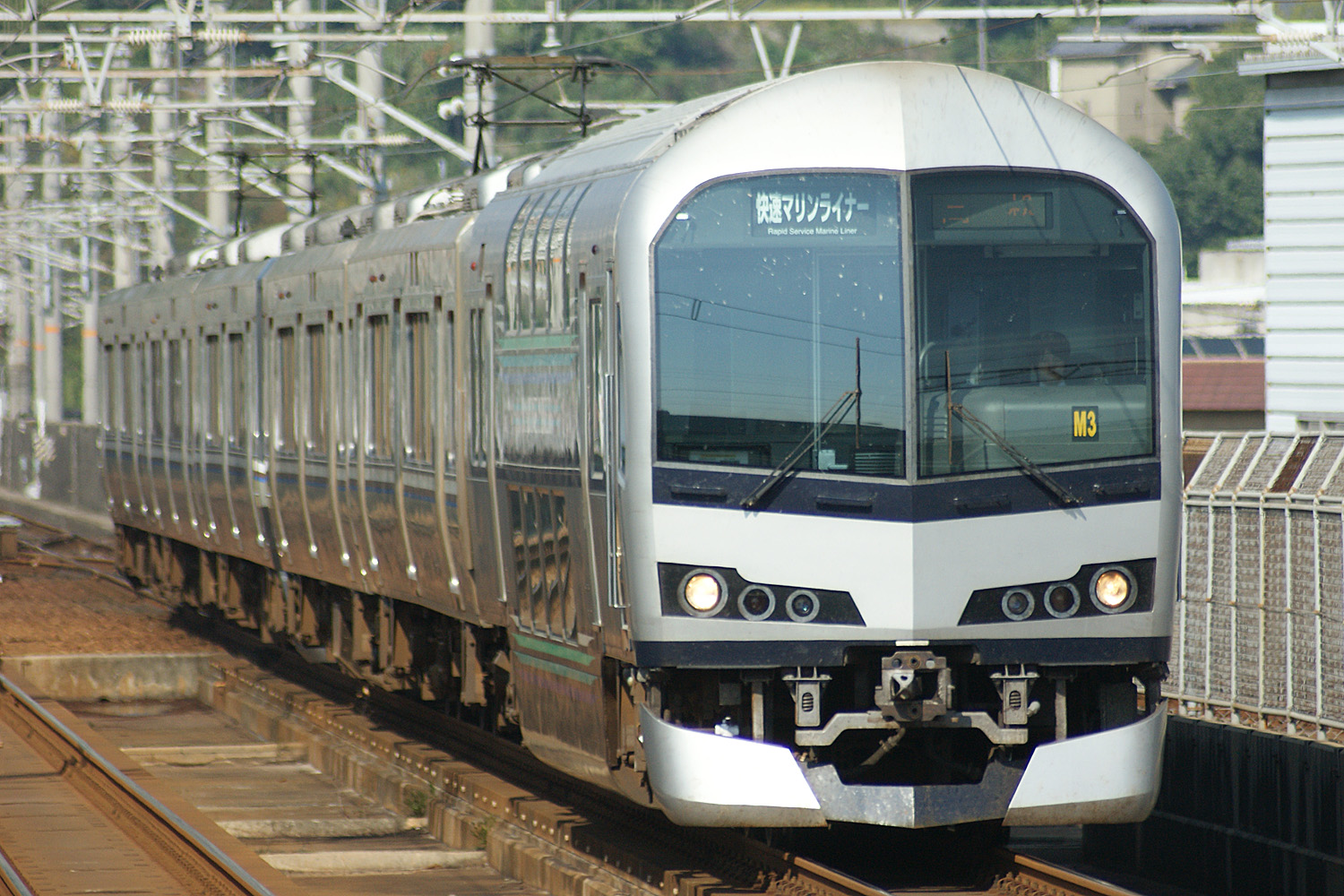
JR Shikoku série 5000
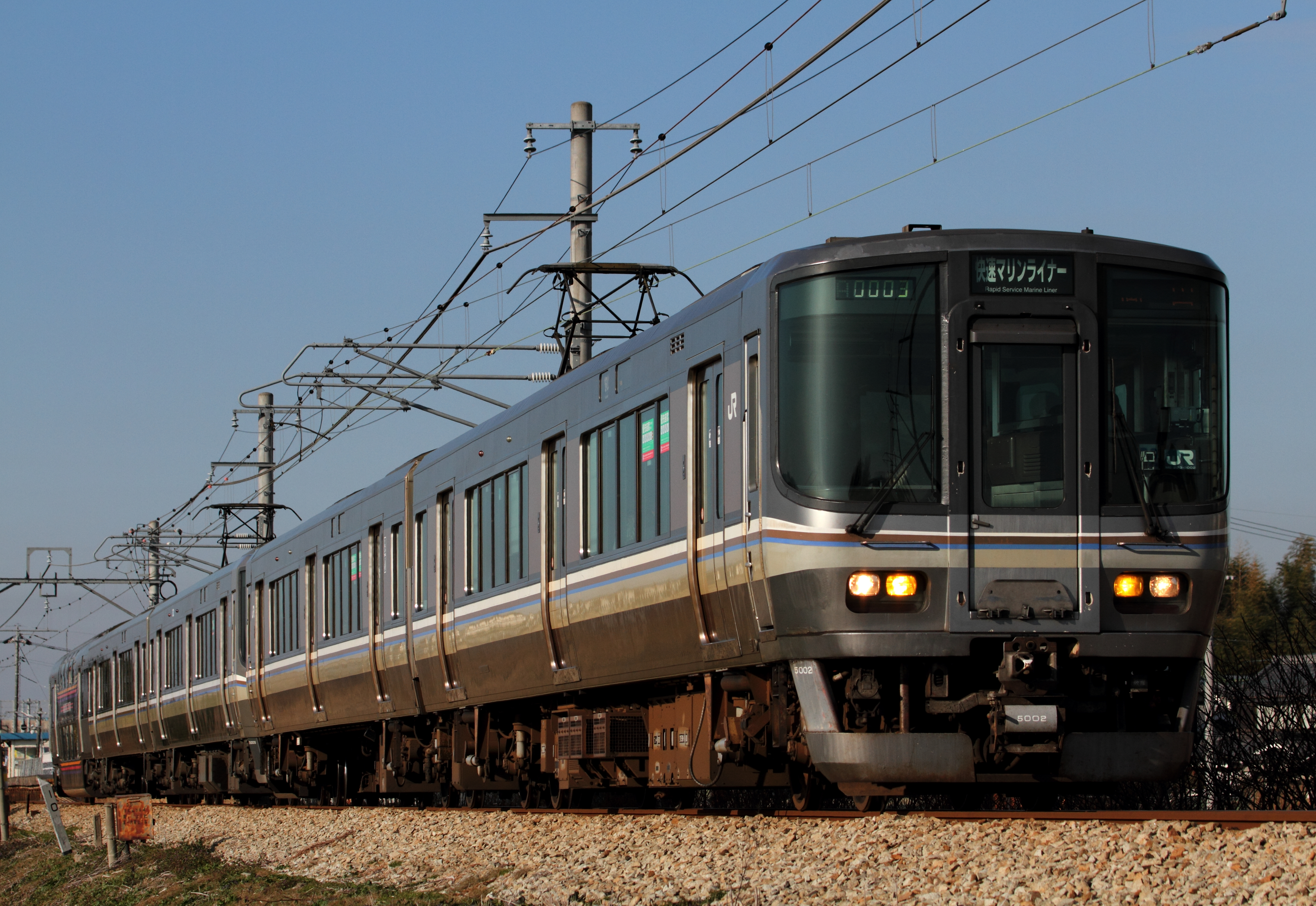
JR West série 223-5000

## Composition des rames
La plupart des trains Marine Liner se composent d'une rame série 5000 de 3 voitures couplée à une rame série 223-5000 de 2 voitures.
| N° de voiture | 1     | 1       | 2           | 3           | 4           | 5           |
| Classe        | Green | Réservé | Non réservé | Non réservé | Non réservé | Non réservé |